# Очи чёрные
«Очи чёрные» (дореф. «Очи чёрныя») — всемирно известный русский романс, созданный для московского ресторана «Яр» в начале 1880-х годов С. Герделем на основе вальса Флориана Германа и стихотворного текста Евгения Гребёнки, опубликованного в 1843 году. За пределами России этот романс прославил (с обновлёнными словами) Фёдор Шаляпин.

## История возникновения
Стихотворение «Чёрные очи» было опубликовано в «Литературной газете» 17 января 1843 года. Автор текста Евгений Гребёнка (1812—1848) — писатель и поэт из Полтавской губернии, писавший как на русском, так и на своём родном украинском языке. Почти народной стала ещё одна его песня, «Молода ещё я девица была». Стихотворение «Чёрные очи» было написано Гребёнкой, когда он гостил в селе Рудка у соседа-помещика, отставного штабс-капитана Растенберга. Его дочери, Марии Васильевне, с которой летом следующего года Гребёнка обвенчался, оно и посвящено.  Первоначальный вариант стихотворения имел только 3 строфы, без какого-либо надрыва, лишь приправленный романтизмом.
Какая-то песня на стихи Гребёнки ходила не позднее 1870-х годов, однако её мелодия неизвестна. В старых изданиях «Очей чёрных» указывалось, что автор музыки неизвестен. Теперь доказано, что романс исполняется на музыку вальса Флориана Германа «Hommage» в обработке «Сергея Герделя», опубликованной 7 марта 1884 года. Софус (Сойфер) Гердаль (родом из Бердичева) работал капельмейстером в московском ресторане «Яр» и занимался аранжировками  мелодий для цыганского хора. По всей видимости, именно Гердаль (чья фамилия ошибочно приведена в публикации 1884 года как Гердель) впервые свёл воедино малоизвестный вальс Германа с текстом Гребёнки.
Фёдор Шаляпин взял этот романс из репертуара Варвары Паниной и познакомил с ним мир во время своих гастролей. Кроме того, Шаляпин добавил к тексту несколько куплетов, видимо, написанных собственноручно. В популярной литературе и фильмах о Шаляпине часто утверждается, что певец посвятил их своей будущей жене итальянке Иоле Торнаги. До революции огромный успех имела граммофонная запись романса, сделанная в 1907 году Михаилом Вавичем. Впоследствии Изабелла Юрьева, Николай Сличенко и некоторые другие исполнители продолжали видоизменять текст романса, добавляя и убирая по своему усмотрению те или иные куплеты.

## Текст
| Первоначальный вариант Е. Гребёнки (оригинал) | Вариант Ф. Шаляпина (оригинал) |
| --- | --- |
| 1. Очи чёрныя, очи страстныя, Очи жгучія и прекрасныя! Какъ люблю я васъ, какъ боюсь я васъ! Знать, увидѣлъ васъ я въ недобрый часъ! 2. Охъ, недаромъ вы глубины темнѣй! Вижу трауръ въ васъ по душѣ моей, Вижу пламя въ васъ я побѣдное: Сожжено на нёмъ сердце бѣдное. 3. Но не грустенъ я, не печаленъ я, Утѣшительна мнѣ судьба моя: Все, что лучшаго въ жизни Богъ далъ намъ, Въ жертву отдалъ я огневымъ глазамъ! | 1. Очи чёрныя, очи жгучія, Очи страстныя и прекрасныя! Какъ люблю я васъ! Какъ боюсь я васъ! Знать, увидѣлъ васъ я не въ добрый часъ! 2. Очи чёрныя, жгуче пламенны! И манятъ онѣ въ страны дальнія, Гдѣ царитъ любовь, гдѣ царитъ покой, Гдѣ страданья нѣтъ, гдѣ враждѣ запретъ! 3. Не встрѣчалъ бы васъ, не страдалъ бы такъ, Я бы прожилъ жизнь улыбаючись. Вы сгубили меня, очи чёрныя, Унесли навѣкъ мое счастіе. 4. Очи чёрныя, очи жгучія, Очи страстныя и прекрасныя. Вы сгубили меня, очи страстныя, Унесли навѣкъ мое счастіе… 5. Очи чёрныя, очи жгучія, Очи страстныя и прекрасныя! Какъ люблю я васъ! Какъ боюсь я васъ! Знать, увидѣлъ васъ я не въ добрый часъ! |

### Другие варианты текста
Ещё один куплет, из репертуара Изабеллы Юрьевой:
Счастья нет без вас, все отдать я рад
За один лишь ваш, за волшебный взгляд!
И бледнеет свет солнечных лучей
Пред сиянием дорогих очей.
Куплеты, исполняемые Николаем Сличенко:
Часто снились мне в полуночной тьме

Очи чёрные непокорные;

Как проснуся я, ночь кругом темна.

И здесь некому пожалеть меня. 

Не видал бы вас, не страдал бы так,

Я бы прожил жизнь улыбаючись.

Вы сгубили меня, очи чёрные,

Унесли навек моё счастие

### Аккорды
E Am
Очи чёрные, очи страстные
E7 Am Am/C
Очи жгучие и прекрасные
Dm Am
Как люблю я вас, как боюсь я вас
E E7 Am
Знать, увидел вас я в недобрый час

## Исполнители

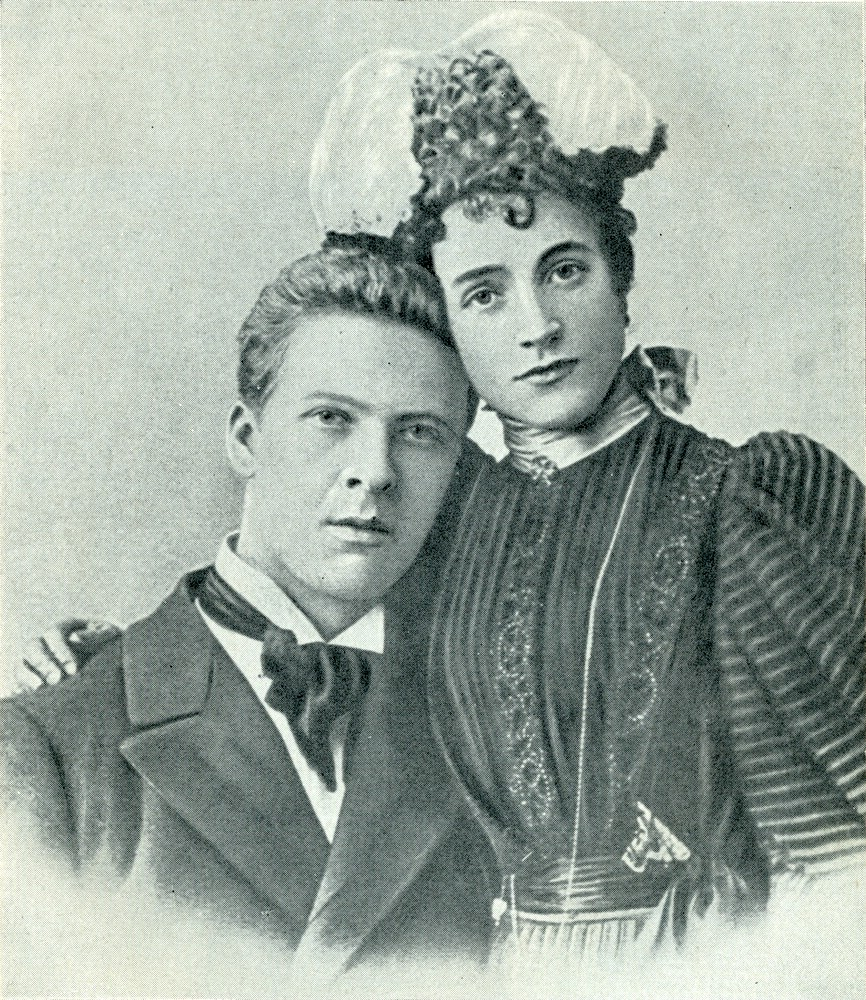
Федор Шаляпин с Иолой Торнаги

Романс входит в репертуар многих русских исполнителей, начиная от Шаляпина и Изабеллы Юрьевой и заканчивая Высоцким (предложившим свою интерпретацию и версию слов), Хворостовским, Пенкиным, Кобзоном, Татляном и др. Хрестоматийная запись принадлежит российскому хору Красной Армии с солистом Иваном Ребровым.
Запоминающаяся мелодия играется как и на цыганский манер, так и в варианте джаза или даже рока. Эл Джолсон исполнил её по-русски в фильме 1934 года «Волшебный бар». Джанго Рейнхардт исполнял инструментальную версию романса на гитаре в стиле «цыганского джаза». Луи Армстронг записал её со своим вокалом в своей излюбленной манере, произнося «очи чёрные» по-русски. Джазовый гитарист Лес Пол записал инструментальную версию песни в 1940-е гг. для Columbia Records. Свинговую версию с элементами персифляжа и пародии предложил в 1945 г. Эдди Рознер. Аргентинская исполнительница Лолита Торрес соединила её с танго «La Cumparsita».
Французские исполнители, в том числе Патрисия Каас и Мирей Матьё, исполняют песню под названием «Les Yeux Noirs», а Хулио Иглесиас использовал мелодию в своих песнях «Nostalgie» и «Natali».